# Liste der Bodendenkmale in Beetzsee
Die Liste der Bodendenkmale in Beetzsee enthält alle Bodendenkmale der brandenburgischen Gemeinde Beetzsee und ihrer Ortsteile auf der Grundlage der Landesdenkmalliste vom 31. Dezember 2020.
Die Baudenkmale sind in der Liste der Baudenkmale in Beetzsee aufgeführt.
| Gemarkung               | Flur | Kurzansprache | Nummer | Bemerkung | Bild |
| ----------------------- | ---- | --- | ------ | --- | ---- |
| Brielow (Lage)          | 1    | Landwehr deutsches Mittelalter | 4106   | Zur Entstehung der Schwedenwälle, die als 30 Meter breite und etwa einen Kilometer lange Verteidigungsanlage zwischen dem nördlichen Bohnenländer See und dem Görnschen Bruch Brielow angelegt wurden, gibt es unterschiedliche Angaben. So wurden die beiden Wälle und drei Gräben von der Altstadt Brandenburg zur Landwehr angelegt und später im Zuge des Dreißigjährigen Krieges vom Volksmund mit ihrem heutigen Namen benannt. Andere Quellen schreiben die Anlage direkt den Schweden zu, die während des Dreißigjährigen Krieges und während des Schwedeneinfalls 1674/75 die Gegend besetzt hielten. siehe Schwedenwälle |      |
| Brielow (Lage)          | 1, 2 | Dorfkern deutsches Mittelalter, Dorfkern Neuzeit                                                                                                  | 30900  | |      |
| Brielow (Lage)          | 2    | Siedlung slawisches Mittelalter | 30901  | |      |
| Brielow (Lage)          | 1    | Gräberfeld Eisenzeit | 30902  | |      |
| Butzow, Radewege (Lage) | 1, 5 | Rast- und Werkplatz Mesolithikum, Gräberfeld Neolithikum, Gräberfeld Bronzezeit, Gräberfeld römische Kaiserzeit                                   | 30179  | Der Hasselberg wurde in prähistorischer Zeit als Beerdigungsplatz genutzt. So fand man auf ihm einen der größten Urnengräberfriedhöfe des Elbe-Havelgebietes und der Gegend um die Stadt Brandenburg. Die Funde konnten in die späte römische Kaiserzeit bis zum Beginn der Zeit der Völkerwanderung datiert werden. Zumeist wurden schalenförmige Urnen ohne Beigaben gefunden. Ein Einzelfund war beispielsweise eine Fibel, die der Gegend um Niemberg zuzuschreiben ist und eine Gürtelschnalle. Die gemachten Funde wurden ins 3. bis ins 5. Jahrhundert datiert. Neben diesen Urnengräbern konnten am Hasselberg weitere Gräber aus der Steinzeit gesichert werden, die der Havelländischen Kultur zugeordnet wurden. siehe Hasselberg (Radewege) |      |
| Radewege (Lage)         | 2    | Gräberfeld Eisenzeit | 30151  | |      |
| Radewege (Lage)         | 6    | Siedlung Bronzezeit | 30164  | |      |
| Radewege (Lage)         | 5    | Dorfkern deutsches Mittelalter, Dorfkern Neuzeit, Kirche deutsches Mittelalter, Friedhof Neuzeit, Kirche Neuzeit, Siedlung slawisches Mittelalter | 30173  | |      |
| Radewege (Lage)         | 7    | Gräberfeld Bronzezeit | 30180  | Am Schwarzen Berg wurde im 19. Jahrhundert ein Urnengräberfeld mit Gräbern aus der Spätbronzezeit entdeckt. Insgesamt wurden neun Gräber mit aus Bronze gefertigten Beigaben gesichert. So wurden beispielsweise Spiralplattenfibeln, Wendelringe, Finger- und Armringe gefunden. siehe Schwarzer Berg (Radewege) |      |
| Radewege (Lage)         | 5    | Siedlung slawisches Mittelalter, Siedlung Bronzezeit, Siedlung Neolithikum                                                                        | 30906  | |      |